# Meet Nero Wolfe
Meet Nero Wolfe ist ein US-amerikanischer Kriminalfilm aus dem Jahr 1936 mit Edward Arnold als Romanheld Nero Wolfe. Als literarische Vorlage diente der Roman Die Lanzenschlange (Fer-de-Lance, 1934) von Rex Stout.

## Handlung
Im Golfclub von Westchester werden E. J. Kimball und sein Sohn Manuel von dem ältlichen Professor Barstow und dessen zukünftigem Schwiegersohn Claude Roberts zu einem Spiel zu viert eingeladen. Nachdem Barstow seinen Caddie mit seinen Schlägern ins Clubhaus geschickt hat, um sich seine Mütze holen zu lassen, leiht er sich spontan den Schläger von Kimball aus. Bei seinem Abschlag fühlt er einen stechenden Schmerz und scherzt, von einer Mücke gestochen worden zu sein. Während sich das Quartett dem ersten Loch nähert, bricht Barstow plötzlich zusammen und stirbt scheinbar an einem Herzinfarkt. Kurz darauf sucht in New York eine junge Frau namens Maria Maringola den Freizeitdetektiv Nero Wolfe in dessen Büro auf. Sie bietet ihm 50 Dollar in der Hoffnung, er könne ihren Bruder Carlo finden. Dieser hatte trotz guter Qualitäten als Metallarbeiter Schwierigkeiten eine Anstellung in den Vereinigten Staaten zu finden. Er wollte deshalb zurück in sein Heimatland, doch am Vorabend seiner Abreise teilte er Maria überraschend mit, dass er doch noch einen Job gefunden habe. Gemeinsam wollten sie diesen Anlass feiern, doch Carlo erschien nicht zur verabredeten Feier und verschwand hingegen spurlos.
Nero Wolfe übernimmt den Fall und schickt seinen Assistenten Archie Goodwin umgehend zu Carlos Apartment, um erste Nachforschungen anzustellen. Archie findet dort Beweise, die nahelegen, dass Carlo Maringola nicht mehr am Leben ist und sein Tod in Verbindung mit Professor Barstows angeblichem Herzinfarkt steht. Wolfe schlussfolgert, dass Barstow durch einen speziell angefertigten Golfschläger getötet wurde und dass es Carlo war, der ebendiesen Schläger mit einer giftigen Nadel präpariert hatte, die dem Spieler bei einem Abschlag ins Fleisch sticht. Seine Theorie wird schon bald von Barstows Autopsie und der Entdeckung von Carlos Leiche bestätigt. In der Folge werden Wolfe 50.000 Dollar geboten, um auch den Mord an Barstow aufzuklären. Doch seine Befragungen von Barstows Tochter Ellen, der Witwe Sarah Barstow und Leibarzt Dr. Nathaniel Bradford liefern keine neuen Erkenntnisse. Nachdem Wolfe die Caddies des Golfspiels befragt hat, wird ihm schließlich klar, dass nicht Barstow das Opfer werden sollte, sondern E. J. Kimball. Dieser bezweifelt, dass sein Leben in Gefahr schwebt, bis sein verunglückter Wagen gefunden wird – darin sein Chauffeur, der beim Fahren durch den Biss der Terciopelo-Lanzenotter, einer hochgiftigen lateinamerikanischen Schlangenart, getötet wurde. Es handelt sich dabei um dasselbe Gift, das auch Barstow und Carlo das Leben gekostet hat. Nun bittet Kimball Wolfe verzweifelt um Hilfe und erzählt ihm von seiner abenteuerlichen Vergangenheit in Lateinamerika.
Wolfe ist durch Kimballs Geschichten überzeugt, dass mindestens fünf Personen als Mörder in Frage kommen und dass Barstows Familie ebenfalls verdächtig erscheint. Archie zieht daraufhin bei Kimball und seinem Sohn Manuel ein, um auf sie aufzupassen. Als sie zu dritt einen Abend auf Kimballs Terrasse verbringen und sich anschicken, zum Abendessen ins Haus zu gehen, fallen plötzlich Schüsse. Nach diesem Vorfall fordert Wolfe alle Beteiligten auf, in sein Haus zu kommen und dort die Nacht zu verbringen. Am nächsten Abend empfängt Wolfe ein Paket mit einer Bombe, die glücklicherweise nicht hochgeht. Um den Mörder zu enttarnen, lässt er sich das Paket vor seinen Gästen erneut bringen. Manuel Kimball greift plötzlich zu Wolfes Waffe und verkündet, dass er seinen Vater habe umbringen wollen, weil dieser seine Mutter auf dem Gewissen habe, die in Südamerika einst unter mysteriösen Umständen ums Leben kam. Um Carlo zum Schweigen zu bringen, habe er ihn ebenfalls beseitigen müssen. Wolfes Waffe ist jedoch nicht geladen und so gelingt es den Anwesenden, Manuel zu überwältigen. Nach der Aufklärung des Mordfalls kann Archie endlich seine langjährige Verlobte Mazie Gray heiraten. Wolfe bezahlt ihnen die Flitterwochen in Paris als Hochzeitsgeschenk. Vor der Reise macht Wolfe seinen Assistenten mit dem nächsten Fall vertraut.

## Hintergrund
Meet Nero Wolfe basiert auf Rex Stouts Roman Die Lanzenschlange (1934), in dem der übergewichtige Privatdetektiv Nero Wolfe zusammen mit seinem Assistenten Archie Goodwin seinen ersten Fall löst. 32 Romane und 41 Erzählungen sollten aus der Feder von Stout folgen. Columbia Pictures plante daher, eine Nero-Wolfe-Reihe zu starten, und kaufte von Stout zunächst die Rechte an drei Romanen und einer Kurzgeschichte. Schauspieler Edward Arnold galt als ideale Besetzung von Nero Wolfe. Er wollte sich jedoch nicht auf nur eine Rolle festlegen lassen, weshalb er eine Mitwirkung in weiteren Teilen ablehnte. Columbia versuchte es daraufhin in der Fortsetzung The League of Frightened Men (1937) mit Walter Connolly als Nero Wolfe. Da Connolly unter schwerem Asthma litt, beschloss Columbia jedoch, die Reihe nach nur zwei Teilen wieder einzustellen.

## Kritiken
Weekly Variety zufolge seien die im Film vorhandenen Elemente von Komödie und Rätselraten „geschickt miteinander verwoben“. Die „gut gestrickte Geschichte“ wiederum verhindere „jedwede Langeweile“ und die Besetzung vergnüge sich „in erstklassiger Kriminalfilmmanier“. „Melodram und Komödie halten sich geschickt die Waage unter Herbert Bibermans Regie“, befand der Motion Picture Herald. B. P. Schulbergs Produktion erfülle zudem „sämtliche Anforderungen der Handlung an die Kulisse, die Besetzung und die technischen Aspekte“. Auch sei es wünschenswert, Nero Wolfe noch öfter auf der Leinwand zu sehen.
Die New York Times bezeichnete Meet Nero Wolfe seinerzeit als „sehr tröstlichen Kriminalfilm für verregnete Tage“. Nero Wolfes Schlussfolgerungen seien in seinem ersten Fall auf der Leinwand „ganz im Stil von Sherlock Holmes“. Der Filmkritiker Leonard Maltin meinte rückblickend, dass Edward Arnold die Rolle des „fordernden und schwierigen“ und damit „nicht allzu liebenswerten“ Nero Wolfe „werkgetreu“ gespielt habe. Der Mordfall sei „an sich auch nicht schlecht“. Als „Bonus“ trete die „junge und schöne“ Rita Hayworth in einer kleinen Rolle auf.